# Heinrich Marr

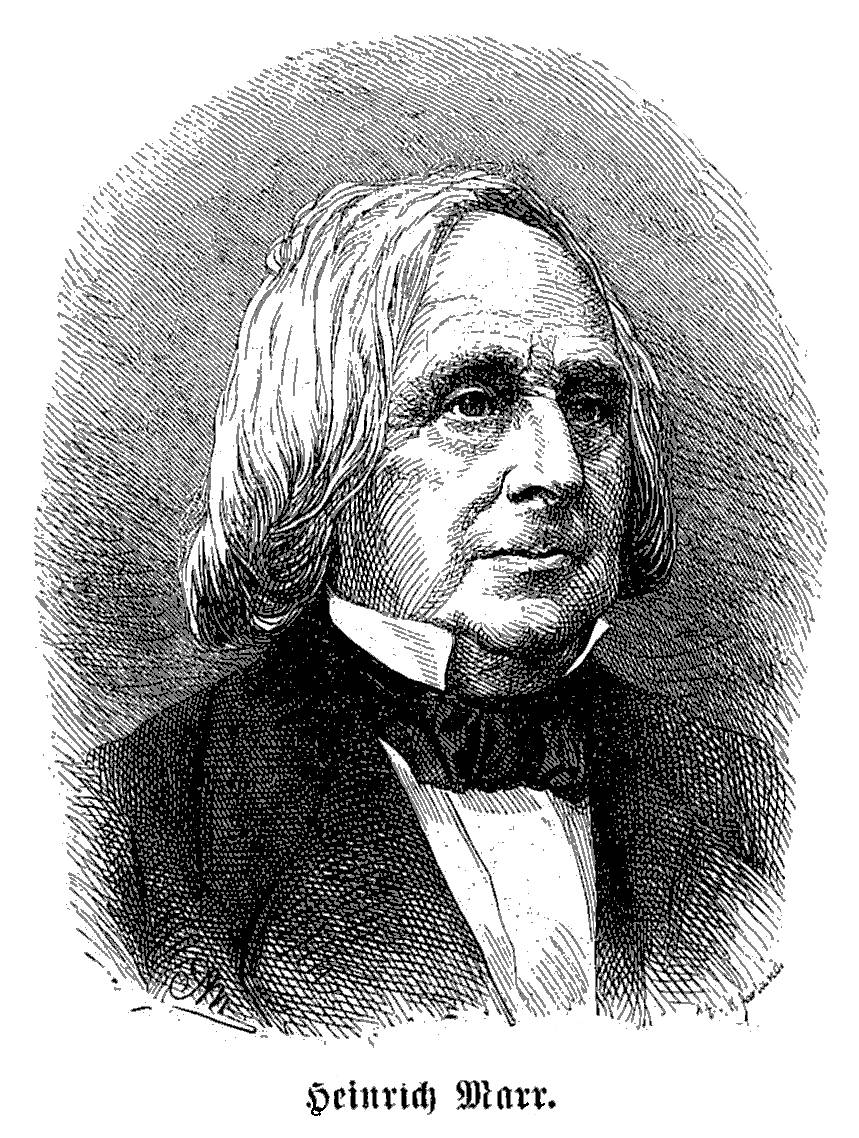
Heinrich Marr

Heinrich Marr (* 30. August 1797 in Hamburg; † 16. September 1871 ebenda) war ein deutscher Theaterschauspieler und -regisseur.

## Leben
Marr war der Sohn eines Gastwirts, der in Hamburg den Gasthof "Zum König von England" betrieb. Er kämpfte in den Befreiungskriegen gegen Frankreich, widmete sich, zurückgekehrt, der Bühne und debütierte 1815 am Hamburger Stadttheater.
Nach verschiedenen Engagements in Lübeck, Kassel, seit 1820 in Hannover, seit 1827 am Hoftheater in Braunschweig, ging er 1838 als Nachfolger Karl Ludwig Costenobles an das Wiener Burgtheater, dem er bis 1847 angehörte, fungierte dann kurze Zeit als Oberregisseur am Leipziger Stadttheater. Von 1848 an wirkte Marr am Thalia-Theater in Hamburg und folgte 1852 einem Ruf als künstlerischer Direktor des Hoftheaters nach Weimar. Infolge eines Zerwürfnisses mit dem Hof kehrte er 1857 an das Thaliatheater in Hamburg zurück und starb dort im Jahre 1871. Marr war Außerordendliches Mitglied im Hamburger Künstlerverein von 1832.

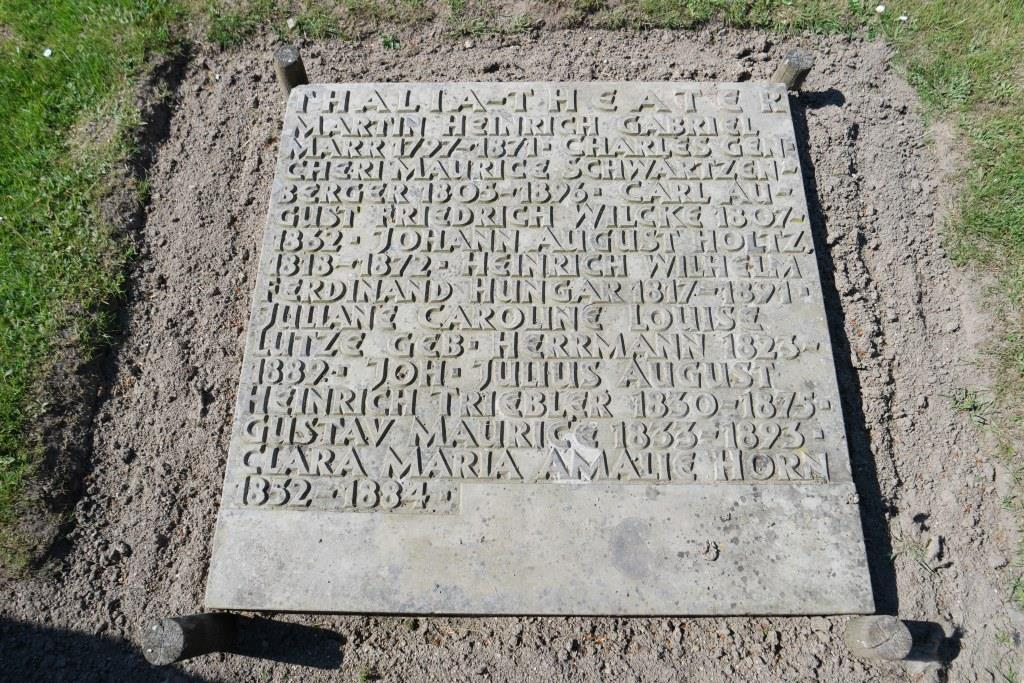
Sammelgrabmal Thalia-Theater

In seiner Doppelstellung als Schauspieler und Regisseur gleich bedeutend, gehörte Marr der alten Schule in der Schauspielkunst an und strebte in seiner Darstellung nach der von der Kunst verklärten Natur statt der wie später im Naturalismus ungeschminkten Natur.
Im bürgerlichen Drama feierte er seine größten Triumphe. Als Schriftsteller betätigte er sich durch Essays und Bearbeitungen von Dramen, beispielsweise Bajazzo und seine Familie.
Marr war verheiratet mit der Schauspielerin und Schriftstellerin Elisabeth Sangalli (1828–1901), sein Sohn Wilhelm war Kaufmann und antisemitischer Politiker.
Auf dem Hamburger Friedhof Ohlsdorf wird im Bereich des „Althamburgischen Gedächtnisfriedhofs“, Sammelgrabmal Thalia-Theater, unter anderen an „Martin Heinrich Gabriel Marr“ erinnert.

## Schüler (Auswahl)
- Anton Otto